# Говорка, Вацлав
Вацлав Говорка (чеш. Václav Hovorka, родился 19 сентября 1931) — чехословацкий футболист, игравший на позиции нападающего.

## Карьера

### Клубная
Выступал за две пражские команды: «Спартак-Соколово» и «Славия».

### В сборной
В сборной сыграл 4 игры, из них три на чемпионате мира 1958 года в групповом этапе против Северной Ирландии (0:1), ФРГ (2:2) и Аргентины (6:1). Забил два мяча в ворота сборной Аргентины на том же чемпионате. Ещё один матч (дебютный для себя) провёл 2 апреля 1958 против тех же немцев (победа 3:2).